# Lloydminster

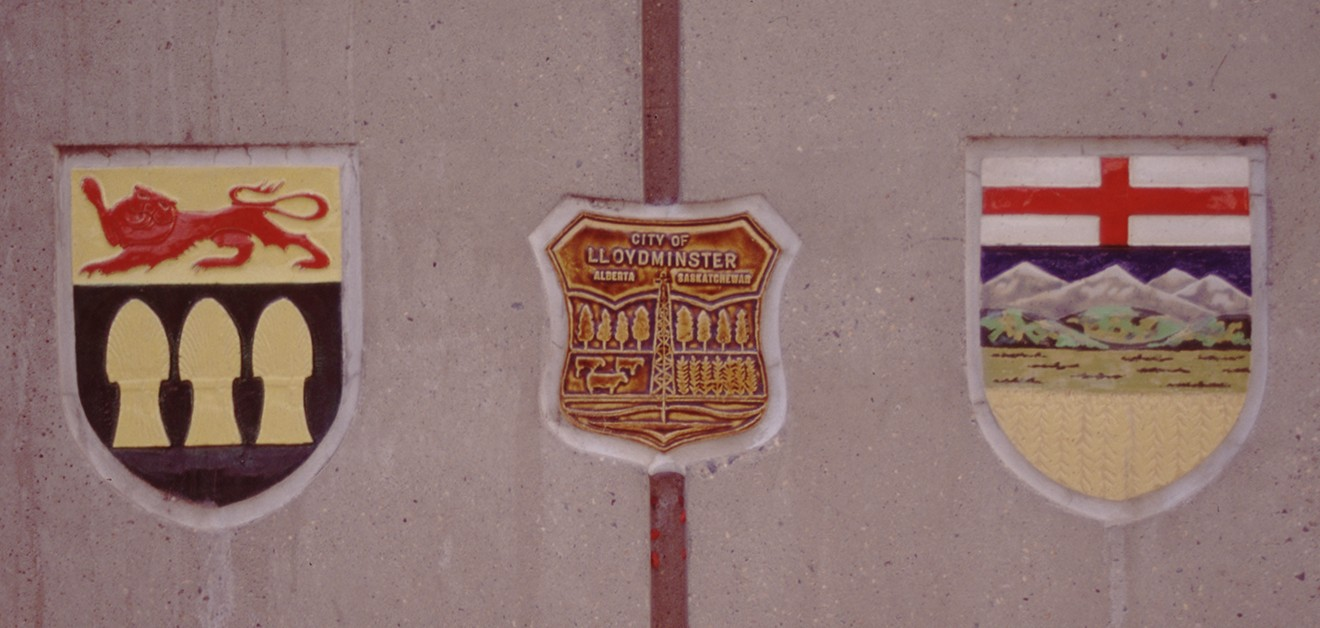
Markierung der Provinzgrenzen mitten durch Lloydminster, Kanada. Links Alberta, rechts Saskatchewan.

Lloydminster (City of Lloydminster) ist eine Stadt im Westen von Kanada.
Sie liegt am Yellowhead Highway, 251 km östlich von Edmonton und 275 km westlich von Saskatoon. Durch die Stadt verläuft die Grenze der Provinzen Alberta und Saskatchewan. Adressen östlich der 50th Avenue befinden sich in Saskatchewan, diejenigen westlich der 50th Avenue in Alberta. Lloydminster hat 31.410 Einwohner, von denen 19.645 in Alberta und 11.765 in Saskatchewan wohnen (Stand 2016).

## Geographie
Lloydminster befindet sich in der Central Parkland Region, einer Parklandschaft im Übergangsgebiet zwischen Grasflächen im Süden und borealem Wald im Norden. Die umgebende Landschaft wird auch der als Aspen Parkland bezeichneten Ökoregion zugerechnet. Das Gebiet wird durch flache Moränenhügel geprägt und zum größten Teil landwirtschaftlich bewirtschaftet. Die Provinzgrenze verläuft durch Lloydminster in Nord-Süd-Richtung entlang der 50th Avenue. Im Unterschied zum Rest Saskatchewans wird in Lloydminster die Sommerzeit angewandt, wodurch die Uhren in der gesamten Stadt während der Sommerzeit eine Stunde vorgehen. Dadurch wird ein Zeitunterschied zum in Alberta gelegenen Teil der Stadt vermieden.

## Geschichte
Lloydminster wurde 1903 als Siedlung der Barr-Kolonisten gegründet, einer Gruppe englischer Kolonisten, und nach dem Geistlichen George Exton Lloyd benannt, einem der Führer der Kolonisten.
Die Siedlung wurde direkt auf dem vierten Meridian der Dominion Land Survey angelegt, einem geografischen Einteilungssystem in Kanada. Der vierte Meridian entspricht fast dem 110. westlichen Längengrad, liegt aber aufgrund von Ungenauigkeiten der historischen Vermessung einige hundert Meter westlich davon. Als 1905 dieser Meridian als Grenze der neuen Provinzen Alberta und Saskatchewan festgelegt wurde, wurde die Stadt zunächst in zwei Städte aufgeteilt, dann aber 1930 wieder zu einer Stadt vereinigt.
Am 28. November 2008 sind in der Nähe der Stadt im Bereich des Battle River von Wissenschaftlern der Universität von Calgary Fragmente eines geschätzt 10 Tonnen schweren Meteors gefunden worden. Die Meteoriten sind die Reste eines Boliden, der am 20. November 2008 den Himmel über den Provinzen Alberta und Saskatchewan erleuchtet hatte.

## Sehenswürdigkeiten
Das Barr Colony Heritage Cultural Centre beherbergt unter anderem das Richard Larsen Museum, das der Geschichte der Barr-Kolonisten gewidmet ist, sowie das OTS Heavy Oil Science Center, in dem sich eine Ausstellung zur Wissenschaft und Geschichte der Ölförderung in der Region befindet.

## Wirtschaft
Hauptfaktor der Wirtschaft ist die Ölförderung und Ölindustrie. Daneben spielt die Landwirtschaft weiterhin eine wichtige Rolle. Bei der Besteuerung nimmt der Teil von Lloydminster in Saskatchewan eine Sonderstellung ein, da er von dem von der Provinz Saskatchewan erhobenen Mehrwertsteueranteil befreit ist. Das soll einen Ausgleich schaffen, da in Alberta kein solcher Anteil erhoben wird. Weil in Alberta aber auch der Einkommenssteuersatz geringer ist, wächst die Bevölkerung von Lloydminster trotzdem stärker in dem Teil, der in Alberta liegt. Die Stadt besitzt einen eigenen Flughafen mit regelmäßigem Flugverkehr. Außerdem liegt sie an einer Strecke der Canadian National Railway.

## Söhne und Töchter der Stadt
- Weldon Kilburn (1906–1986), Pianist, Organist und Musikpädagoge
- James Till (1931–2025), Biophysiker und Krebsforscher
- Garnet Bailey (1948–2001), Eishockeyspieler
- Barry Gibbs (* 1948), Eishockeyspieler
- Blair Chapman (* 1956), Eishockeyspieler
- Brent Reiber (* 1966), Eishockeyschiedsrichter
- Lori-Lynn Leach (* 1968), Triathletin
- Cory Cross (* 1971), Eishockeyspieler
- Wade Redden (* 1977), Eishockeyspieler
- Lance Ward (* 1978), Eishockeyspieler
- Justin Mapletoft (* 1981), Eishockeyspieler
- Colby Armstrong (* 1982), Eishockeyspieler
- Clarke MacArthur (* 1985), Eishockeyspieler
- David Dziurzynski (* 1989), Eishockeyspieler
- Braden Holtby (* 1989), Eishockeyspieler
- Ty Smith (* 2000), Eishockeyspieler

## Weiteres
Lloydminster ist nicht die einzige Gemeinde in Kanada, die sich in zwei Provinzen befindet: das Städtchen Flin Flon liegt auf der Grenze zwischen Manitoba und Saskatchewan. Ebenso befindet sich die National Capital Region in Ontario und Québec; diese besteht jedoch aus zwei Städten: Ottawa, Ontario, und Gatineau, Québec.
Eine weitere Schwierigkeit findet man in der Bestimmung der Zeitzone. In Alberta benutzt man die Mountain Time (UTC−7), während man in Saskatchewan die Central Time (UTC−6) nutzt. Außerdem kennt Alberta die Sommerzeit. Aus diesen Gründen wurde beschlossen, dass man die Zeit Albertas übernimmt. Dies hat zur Folge, dass man im Sommer trotz unterschiedlicher Zeitzone dieselbe Zeit wie im übrigen Saskatchewan benutzt, im Winter jedoch trotz selber Provinz eine unterschiedliche Zeit hat.
Telefone in Lloydminster haben die Vorwahlen 306 und 639 (Saskatchewan) resp. 780 und 587 (Alberta). Postleitzahlen von Adressen auf der Saskatchewan-Seite beginnen mit „S9V“, diejenigen auf der Alberta-Seite mit „T9V“.